# Dinkel
Dinkel er en flod, der løber i Tyskland og Holland og er en biflod til Vechte fra venstre. Floden er 93 kilometer lang, hvoraf 47 kilometer ligger i Tyskland. Dinkel har sit udspring i det nordlige Nordrhein-Westfalen i Tyskland mellem Ahaus og Coesfeld. 
Dinkel løber mod nord ved Gronau og krydser grænsen til Holland og Overijssel hvor den løber gennem Denekamp. Dinkel krydser så grænsen til Tyskland igen til Niedersachsen, før den munder ud i Vechte ved Neuenhaus. 
52°30′26″N 6°57′46.9″Ø / 52.50722°N 6.963028°Ø